# Odruch toniczny szyjny asymetryczny
Asymetryczny toniczny odruch szyjny, ATOS – odruch fizjologiczny, zaliczany do odruchów prymitywnych, występuje u noworodków od chwili urodzenia do 6. miesiąca życia.
Przetrwanie tego odruchu ponad 6. miesiąc życia dziecka świadczy o nieprawidłowym funkcjonowaniu ośrodkowego układu nerwowego, co może w późniejszych okresach życia przejawiać się zaburzeniem rozwoju funkcji lokomocyjnych.

## Sposób wywołania odruchu
Dziecko układa się na plecach. Następnie skręca się głowę w bok (w prawą lub lewą stronę). W przypadku prawidłowej reakcji dochodzi u dziecka do tonicznego wyprostu kończyny górnej i dolnej po stronie, w którą zwrócona jest twarz i zgięcia kończyn po stronie, w którą zwrócona jest potylica.